# Ankeveen

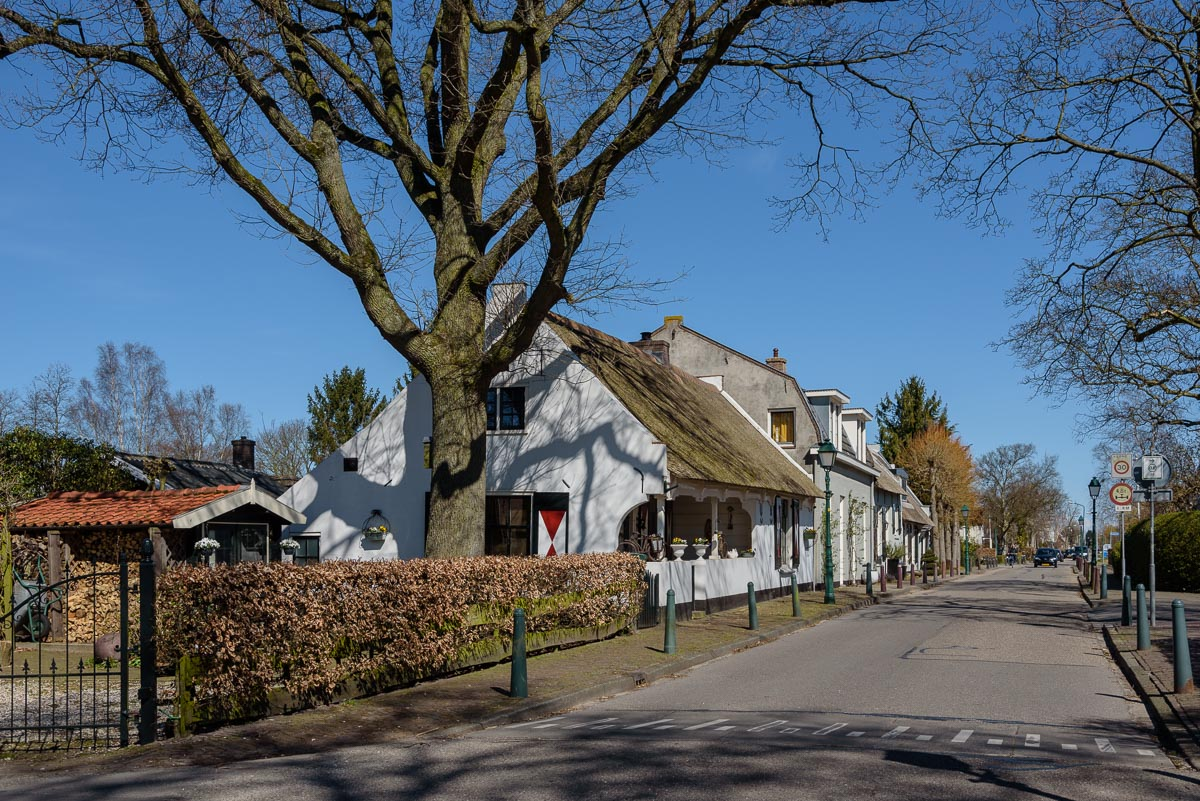
Ankeveen op de kruising van Hollands End, Stichts End en Stichtse Kade.

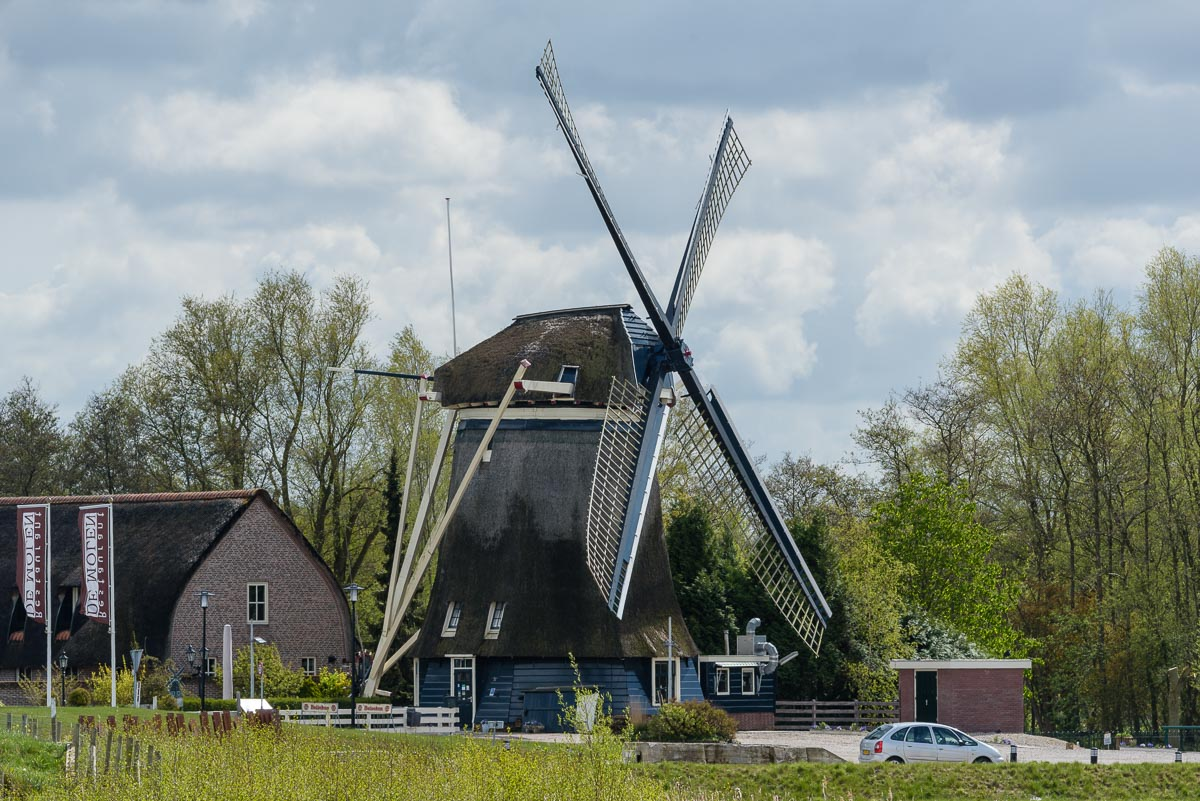
Molen Hollandia in Ankeveen.

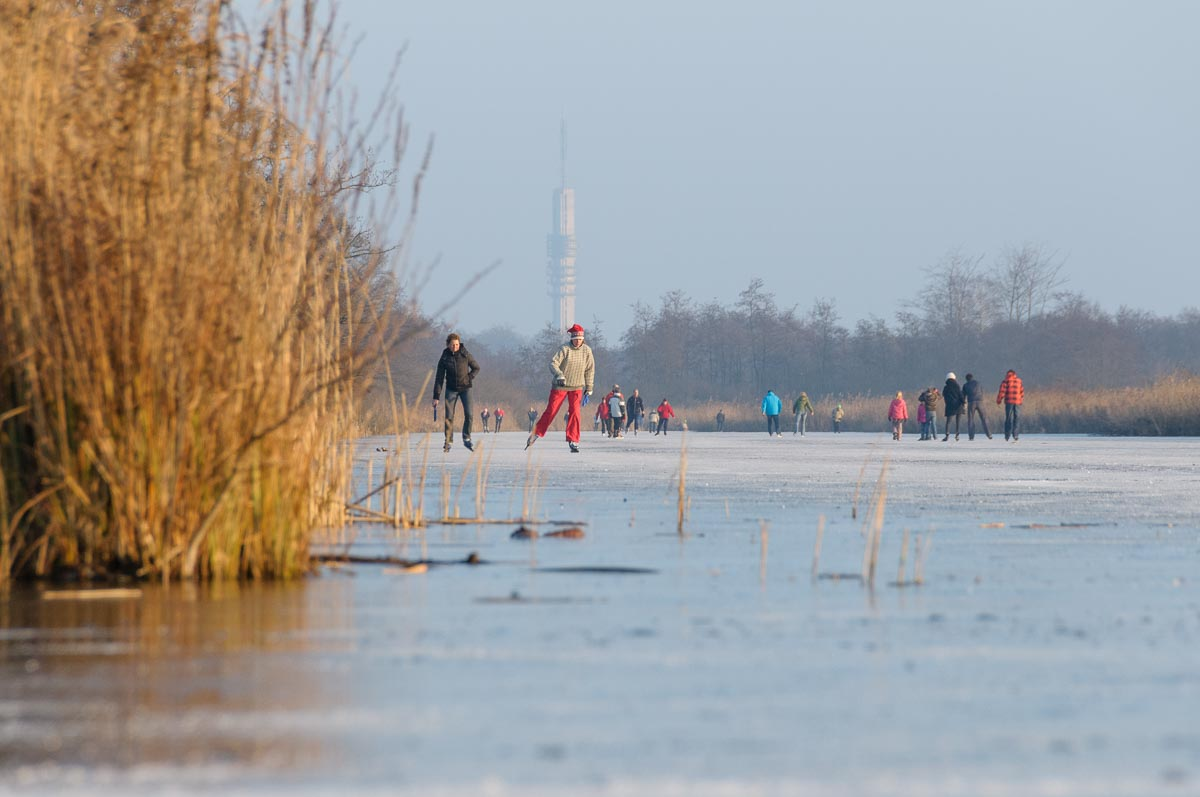
Schaatsen op de Ankeveense Plassen van Natuurmonumenten.

Ankeveen is een plaats in de gemeente Wijdemeren in de provincie Noord-Holland, Nederland. Tot Ankeveen behoren ook de buiten de eigenlijke dorpskern gelegen Herenweg en Cannenburgerweg, waarvan de bebouwing direct aansluit op die van 's-Graveland. In 2023 telde het 1.520 inwoners.
Het dorp telt twee kerken: de rooms-katholieke kerk dateert uit 1928 en is gewijd aan de heilige Martinus. De protestantse kerk is niet meer in gebruik. Op initiatief van de Stichting Bruisend Ankeveen is er onder andere iedere zaterdag een markt op het plein bij de Kerk.
Ankeveen staat bekend om het actieve verenigingsleven. Er is jaarlijks een optocht tijdens carnaval; het dorp noemt zich dan Schuimlikkerveen. Tijdens ijsrijke winters is Ankeveen een geliefd schaatsgebied: er is een natuurijsbaan en de ijsclub zet tochten uit op de Ankeveense Plassen. In de voormalige poldermolen Hollandia is tegenwoordig een restaurant gevestigd. Op het terrein De Molen is de naturistenvereniging Amsterdamse Lichtbond (ALB) gevestigd.

## Geschiedenis
De eerste vermelding van de naam Ankeveen dateert uit het jaar 953. De parochie Ankeveen behoort dan onder de moederkerk, de "matrix Ekklèsia", van het Aartsbisdom Utrecht. Het was Otto I koning van Duitsland die in 953 de uitgebreide moerasgebieden ter ontginning aan bisschop Balderik (917/8-975) gaf.
In de naamgeving van de hoofdstraat, Stichts End en Hollands End, is terug te zien dat het dorp op de grens lag van Utrecht en Holland. Het zuidelijk deel Stichts End lag tot 1 oktober 1819 in de provincie Utrecht (voorheen geheten Sticht Utrecht, waarin sticht de betekenis heeft van bisdom). Het noordelijk deel, Hollands End lag in het Gewest Holland, later de provincie Noord-Holland, als deel van de gemeente Weesperkarspel. Beide delen stonden ook wel bekend als Stichts Ankeveen en Hollands Ankeveen. De gemeente Stichts Ankeveen werd op 1 januari 1812 bij de gemeente Nederhorst den Berg gevoegd om daarvan op 1 januari 1818 weer te worden afgesplitst. Op 1 oktober 1819 werd Stichts Ankeveen samengevoegd met de gemeente Hollands Ankeveen en ging daarbij over van de provincie Utrecht naar de provincie Noord-Holland.
Van 1819 tot 1966 vormden beide delen samen de zelfstandige gemeente Ankeveen in de provincie Noord-Holland. Het raadhuis, het oude 'Rechthuis', staat op de hoek van het Stichts End en de Stichtse Kade, op de voormalige gemeentegrens.
Op 1 augustus 1966 ging de gemeente Ankeveen op in de gemeente 's-Graveland, die op haar beurt in 2002 op ging in de nieuw gevormde gemeente Wijdemeren.

## Ankeveense Plassen
De Ankeveense Plassen ten westen van het dorp zijn veenplassen ontstaan door turfwinning. Behalve op de schaats of met een excursie van eigenaar Natuurmonumenten is het water van het natuurgebied niet toegankelijk. Wel zijn er wandelpaden uitgezet waarover men tussen de plassen door kan wandelen.

## Evenementen
- Oldtimershow
- Schapenscheren
- Ankeveen Artistique
- Jaarlijkse Kermis

## Geboren in Ankeveen
- Bob de Geus (1923-1999), inspecteur generaal, verzetsstrijder
- Ronald Ockhuysen (1966), journalist (hoofdredacteur Het Parool 2015-2020) en directeur communicatie

## Overleden in Ankeveen
- Charlie Nederpelt (1987), orkestleider, muzikant